# Флаги Москвы
Флаги административных округов и внутригородских муниципальных образований города Москвы Российской Федерации.
Создание и использование государственной символики города Москвы регулирует закон города Москвы от 11 июня 2003 года № 40 «О государственной и муниципальной символике в городе Москве». Этим же законом был признан утратившим силу предшествовавший закон города Москвы № 3 «О московской городской символике», утверждённый Московской городской Думой 20 января 1999 года.
Флаг административного округа является официальным государственным символом административного округа и призван самоидентифицировать административный округ среди административных округов в городе Москве.
Флаг муниципального образования является официальным символом муниципального образования и призван самоидентифицировать муниципальное образование среди муниципальных образований в городе Москве и Российской Федерации.
Флаги административных округов и муниципальных образований должны соответствовать требованиям, установленным законодательством, не должны повторять друг друга, воспроизводить государственный флаг и государственный герб Российской Федерации, флаги и гербы города Москвы и других субъектов Российской Федерации.
В целях систематизации, упорядочения и учёта использования московской городской символики, 30 июня 1999 года распоряжением мэра Москвы № 690-РМ «Об утверждении Положения о геральдическом реестре Москвы», было утверждено положение о геральдическом реестре Москвы. Ведение геральдического реестра осуществляла Комиссия по московской городской символике при Правительстве Москвы.
14 сентября 2004 года, постановлением Правительства Москвы № 624-ПП, предыдущее распоряжение было признано утратившим силу и было утверждено положение «О Геральдическом реестре города Москвы», ведение которого было возложено на Геральдическую комиссию города Москвы. Все ранее внесённые в Геральдический реестр города Москвы официальные символы и знаки должны были пройти перерегистрацию.
Флаги административных округов и муниципальных образований могут официально использоваться с момента внесения их в Геральдический реестр города Москвы.
Законами «Об утверждении положения об официальных символах территориальных единиц города Москвы» и «О государственной и муниципальной символике в городе Москве» также утверждены требования к дизайну флага:
- Флаг муниципального образования должен представлять собой двухстороннее прямоугольное полотнище с развёрнутым на всю площадь полотнища цветным изображением герба соответствующего муниципального образования. Контуры геральдического щита и лента с наименованием муниципального образования не воспроизводятся. Допускаются отступления от пропорций герба, изменение расположения фигур, а также иные изменения, вызываемые переносом изображения.
- Отношение ширины флага к его длине 2:3.
- Изображения на оборотной стороне флага муниципального образования должны полностью воспроизводить изображения на лицевой стороне, при этом изображения на лицевой и оборотной сторонах располагаются идентично по отношению к древку флага.

## Флаги административных округов
| Флаг | Наименование                                    | Дата утверждения | Номер в ГГР |
| ---- | ----------------------------------------------- | ---------------- | ----------- |
|      | Флаг Восточного административного округа        | 27 октября 2003  |             |
|      | Флаг Западного административного округа         | 3 апреля 2002    |             |
|      | Флаг Зеленоградского административного округа   | 2 октября 2000   |             |
|      | Флаг Новомосковского административного округа   |                  |             |
|      | Флаг Северного административного округа         | 17 апреля 2000   |             |
|      | Флаг Северо-Восточного административного округа | 8 мая 2001       |             |

| Флаг | Наименование                                   | Дата утверждения | Номер в ГГР |
| ---- | ---------------------------------------------- | ---------------- | ----------- |
|      | Флаг Северо-Западного административного округа | 31 декабря 2002  |             |
|      | Флаг Троицкого административного округа        |                  |             |
|      | Флаг Центрального административного округа     | 27 июля 2001     |             |
|      | Флаг Юго-Восточного административного округа   | 1 октября 2003   |             |
|      | Флаг Юго-Западного административного округа    | 13 июля 2001     |             |
|      | Флаг Южного административного округа           | 17 апреля 2000   |             |

## Флаги муниципальных округов
| Флаг | Наименование                                    | Дата утверждения                             | Номер в ГГР |
| ---- | ----------------------------------------------- | -------------------------------------------- | ----------- |
| А    |                                                 |                                              |             |
|      | Флаг муниципального округа Академический        | 17 ноября 2004                               |             |
|      | Флаг муниципального округа Алексеевский         | 11 марта 2004                                |             |
|      | Флаг муниципального округа Алтуфьевский         | 26 октября 2004                              |             |
|      | Флаг муниципального округа Арбат                | 5 октября 2004                               |             |
|      | Флаг муниципального округа Аэропорт             | 3 февраля 2004                               |             |
| Б    |                                                 |                                              |             |
|      | Флаг муниципального округа Бабушкинский         | 9 марта 2004                                 |             |
|      | Флаг муниципального округа Басманный            | 20 июля 2004                                 |             |
|      | Флаг муниципального округа Беговой              | 27 апреля 2004 18 декабря 2018               | 12147       |
|      | Флаг муниципального округа Бекасово             | 20 января 2025                               |             |
|      | Флаг муниципального округа Бескудниковский      | 16 февраля 2004                              |             |
|      | Флаг муниципального округа Бибирево             | 14 сентября 2004 22 мая 2018                 | 12419       |
|      | Флаг муниципального округа Бирюлёво Восточное   | 13 мая 2004 19 июня 2018                     | 11955       |
|      | Флаг муниципального округа Бирюлёво Западное    | 23 мая 2018                                  | 11948       |
|      | Флаг муниципального округа Богородское          | 13 апреля 2004                               |             |
|      | Флаг муниципального округа Братеево             | 19 апреля 2004 19 марта 2019                 | 12276       |
|      | Флаг муниципального округа Бутырский            | 23 июля 2019                                 | 12560       |
| В—Г  |                                                 |                                              |             |
|      | Флаг муниципального округа Вешняки              | 3 июня 2004                                  |             |
|      | Флаг муниципального округа Внуково              | 8 сентября 2004                              |             |
|      | Флаг муниципального округа Войковский           | 11 декабря 2003                              |             |
|      | Флаг муниципального округа Восточный            | 9 марта 2004                                 |             |
|      | Флаг муниципального округа Восточное Дегунино   | 27 января 2004                               |             |
|      | Флаг муниципального округа Восточное Измайлово  | 24 июля 2001 14 июля 2004                    |             |
|      | Флаг муниципального округа Выхино-Жулебино      | 28 сентября 2004                             |             |
|      | Флаг муниципального округа Гагаринский          | 10 февраля 2004                              |             |
|      | Флаг муниципального округа Головинский          | 28 сентября 2004 30 мая 2017                 | 11842       |
|      | Флаг муниципального округа Гольяново            | 23 апреля 2015                               | 10341       |
| Д—И  |                                                 |                                              |             |
|      | Флаг муниципального округа Даниловский          | 20 сентября 2016                             | 11106       |
|      | Флаг муниципального округа Дмитровский          | 21 сентября 2004                             |             |
|      | Флаг муниципального округа Донской              | 18 января 2005 27 апреля 2016                | 11033       |
|      | Флаг муниципального округа Дорогомилово         | 15 сентября 2020                             |             |
|      | Флаг муниципального округа Замоскворечье        | 25 декабря 2003 4 сентября 2018              | 12092       |
|      | Флаг муниципального округа Западное Дегунино    | 17 февраля 2004                              |             |
|      | Флаг муниципального округа Зюзино               | 26 января 2004                               |             |
|      | Флаг муниципального округа Зябликово            | 7 июля 2004 12 декабря 2018                  | 12143       |
|      | Флаг муниципального округа Ивановское           | 13 июля 2001 9 марта 2004 12 января 2016     | 10729       |
|      | Флаг муниципального округа Измайлово            | 27 января 2004                               |             |
| К    |                                                 |                                              |             |
|      | Флаг муниципального округа Капотня              | 18 марта 2004 24 октября 2019                | 12765       |
|      | Флаг муниципального округа Коммунарка           | 27 февраля 2025                              |             |
|      | Флаг муниципального округа Коньково             | 27 января 2004 25 сентября 2018              | 12030       |
|      | Флаг муниципального округа Коптево              | 23 июня 2004                                 |             |
|      | Флаг муниципального округа Косино-Ухтомский     | 9 июня 2015                                  | 10577       |
|      | Флаг муниципального округа Котловка             | 28 сентября 2004 1 марта 2016                | 10490       |
|      | Флаг муниципального округа Краснопахорский      | 18 декабря 2007 21 июня 2018 24 декабря 2024 |             |
|      | Флаг муниципального округа Красносельский       | 16 ноября 2004                               |             |
|      | Флаг муниципального округа Крылатское           | 2 марта 2004                                 |             |
|      | Флаг муниципального округа Крюково              | 22 декабря 2004                              |             |
|      | Флаг муниципального округа Кузьминки            | 16 сентября 2004                             |             |
|      | Флаг муниципального округа Кунцево              | 10 февраля 2004                              |             |
|      | Флаг муниципального округа Куркино              | 5 мая 2004                                   |             |
| Л    |                                                 |                                              |             |
|      | Флаг муниципального округа Левобережный         | 25 декабря 2004                              |             |
|      | Флаг муниципального округа Лефортово            | 24 февраля 2005 15 октября 2019              | 12767       |
|      | Флаг муниципального округа Лианозово            | 9 марта 2004 17 сентября 2019                | 12503       |
|      | Флаг муниципального округа Ломоносовский        | 13 сентября 2016                             | 11108       |
|      | Флаг муниципального округа Лосиноостровский     | 9 марта 2004 26 сентября 2018                | 12026       |
|      | Флаг муниципального округа Люблино              | 5 октября 2004 22 ноября 2018                | 12129       |
| М    |                                                 |                                              |             |
|      | Флаг муниципального округа Марфино              | 18 мая 2004 29 февраля 2016                  | 10492       |
|      | Флаг муниципального округа Марьина роща         | 15 декабря 2004 14 октября 2020              | 13306       |
|      | Флаг муниципального округа Марьино              | 17 января 2007 26 июня 2019                  |             |
|      | Флаг муниципального округа Матушкино            | 21 декабря 2004                              |             |
|      | Флаг муниципального округа Метрогородок         | 18 декабря 2018                              | 12220       |
|      | Флаг муниципального округа Мещанский            | 22 октября 2004                              |             |
|      | Флаг муниципального округа Митино               | 10 февраля 2004                              |             |
|      | Флаг муниципального округа Можайский            | 2 марта 2004 19 июня 2018                    | 11953       |
|      | Флаг муниципального округа Молжаниновский       | 17 февраля 2004 12 февраля 2019              | 12206       |
|      | Флаг муниципального округа Москворечье-Сабурово | 3 декабря 2019                               | 12825       |

| Флаг | Наименование                                         | Дата утверждения                 | Номер в ГГР |
| ---- | ---------------------------------------------------- | -------------------------------- | ----------- |
| Н    |                                                      |                                  |             |
|      | Флаг муниципального округа Нагатино-Садовники        | 20 сентября 2016                 | 11110       |
|      | Флаг муниципального округа Нагатинский затон         | 25 декабря 2019                  | 12831       |
|      | Флаг муниципального округа Нагорный                  | 23 апреля 2004 15 ноября 2017    | 12131       |
|      | Флаг муниципального округа Некрасовка                | 24 марта 2004 12 сентября 2018   | 12028       |
|      | Флаг муниципального округа Нижегородский             | 31 октября 2018                  | 12086       |
|      | Флаг муниципального округа Ново-Переделкино          | 4 марта 2004 11 сентября 2018    | 12019       |
|      | Флаг муниципального округа Новогиреево               | 17 февраля 2004                  |             |
|      | Флаг муниципального округа Новокосино                | 14 декабря 2004 3 февраля 2015   | 10180       |
| О    |                                                      |                                  |             |
|      | Флаг муниципального округа Обручевский               | 25 февраля 2004 26 сентября 2018 | 12032       |
|      | Флаг муниципального округа Орехово-Борисово Северное | 9 ноября 2004 6 августа 2019     | 12562       |
|      | Флаг муниципального округа Орехово-Борисово Южное    | 2 ноября 2004 22 января 2019     | 12298       |
|      | Флаг муниципального округа Останкинский              | 21 сентября 2004 23 октября 2018 | 12090       |
|      | Флаг муниципального округа Отрадное                  | 25 ноября 2004 27 октября 2020   |             |
|      | Флаг муниципального округа Очаково-Матвеевское       | 17 февраля 2004 20 июня 2018     |             |
| П—Р  |                                                      |                                  |             |
|      | Флаг муниципального округа Перово                    | 21 декабря 2004 8 сентября 2020  |             |
|      | Флаг муниципального округа Печатники                 | 11 апреля 2017                   | 11398       |
|      | Флаг муниципального округа Покровское-Стрешнево      | 30 марта 2004                    |             |
|      | Флаг муниципального округа Преображенское            | 12 октября 2004                  |             |
|      | Флаг муниципального округа Пресненский               | 17 февраля 2005                  |             |
|      | Флаг муниципального округа Проспект Вернадского      | 1 марта 2005 8 декабря 2015      |             |
|      | Флаг муниципального округа Раменки                   | 20 сентября 2004                 |             |
|      | Флаг муниципального округа Ростокино                 | 10 марта 2004                    |             |
|      | Флаг муниципального округа Рязанский                 | 2 апреля 2002 11 марта 2004      |             |
| С    |                                                      |                                  |             |
|      | Флаг муниципального округа Савёлки                   | 7 декабря 2004                   |             |
|      | Флаг муниципального округа Савёловский               | 18 ноября 2004 16 ноября 2017    |             |
|      | Флаг муниципального округа Свиблово                  | 11 марта 2004 27 ноября 2018     | 12133       |
|      | Флаг муниципального округа Северный                  | 22 сентября 2020                 | 13312       |
|      | Флаг муниципального округа Северное Бутово           | 29 января 2004                   |             |
|      | Флаг муниципального округа Северное Измайлово        | 13 апреля 2021                   |             |
|      | Флаг муниципального округа Северное Медведково       | 28 октября 2004                  |             |
|      | Флаг муниципального округа Северное Тушино           | 14 декабря 2004                  |             |
|      | Флаг муниципального округа Силино                    | 10 ноября 2004                   |             |
|      | Флаг муниципального округа Сокол                     | 25 января 2005 2 октября 2018    | 12034       |
|      | Флаг муниципального округа Соколиная гора            | 15 сентября 2020                 |             |
|      | Флаг муниципального округа Сокольники                | 19 июня 2018                     |             |
|      | Флаг муниципального округа Солнцево                  | 30 марта 2004 24 января 2018     | 11770       |
|      | Флаг муниципального округа Старое Крюково            | 14 декабря 2004                  |             |
|      | Флаг муниципального округа Строгино                  | 25 ноября 2004                   |             |
| Т—Ц  |                                                      |                                  |             |
|      | Флаг муниципального округа Таганский                 | 31 августа 2016                  | 11112       |
|      | Флаг муниципального округа Тверской                  | 16 декабря 2004                  |             |
|      | Флаг муниципального округа Текстильщики              | 6 апреля 2004                    |             |
|      | Флаг муниципального округа Тёплый Стан               | 12 октября 2004                  |             |
|      | Флаг муниципального округа Тимирязевский             | 12 мая 2005                      |             |
|      | Флаг муниципального округа Тропарёво-Никулино        | 3 марта 2004                     |             |
|      | Флаг муниципального округа Филёвский парк            | 12 февраля 2004                  |             |
|      | Флаг муниципального округа Фили-Давыдково            | 4 марта 2004 9 октября 2018      | 12072       |
|      | Флаг муниципального округа Хамовники                 | 23 декабря 2004                  |             |
|      | Флаг муниципального округа Ховрино                   | 26 октября 2023                  |             |
|      | Флаг муниципального округа Хорошёво-Мнёвники         | 25 мая 2004 13 ноября 2018       |             |
|      | Флаг муниципального округа Хорошевский               | 17 февраля 2004                  |             |
|      | Флаг муниципального округа Царицыно                  | 19 февраля 2020                  | 12903       |
| Ч—Я  |                                                      |                                  |             |
|      | Флаг муниципального округа Черёмушки                 | 10 февраля 2004 19 сентября 2019 | 12505       |
|      | Флаг муниципального округа Чертаново Северное        | 21 сентября 2004 15 февраля 2017 | 11306       |
|      | Флаг муниципального округа Чертаново Центральное     | 1 июня 2004 22 мая 2018          | 11900       |
|      | Флаг муниципального округа Чертаново Южное           | 20 апреля 2004 14 ноября 2017    | 12905       |
|      | Флаг муниципального округа Щукино                    | 2 июня 2005                      |             |
|      | Флаг муниципального округа Южное Бутово              | 5 февраля 2004 30 октября 2019   | 12817       |
|      | Флаг муниципального округа Южное Медведково          | 25 октября 2018                  | 12088       |
|      | Флаг муниципального округа Южное Тушино              | 31 августа 2021                  | 13652       |
|      | Флаг муниципального округа Южнопортовый              | 27 мая 2004 20 февраля 2018      | 11772       |
|      | Флаг муниципального округа Якиманка                  | 7 октября 2004 12 декабря 2013   |             |
|      | Флаг муниципального округа Ярославский               | 21 сентября 2004                 |             |
|      | Флаг муниципального округа Ясенево                   | 24 февраля 2004 18 декабря 2018  | 12187       |

## Упразднённые флаги
| Флаг | Наименование                                     | Дата утверждения              | Дата отмены                 |
| ---- | ------------------------------------------------ | ----------------------------- | --------------------------- |
|      | Флаг муниципального округа Бирюлёво Западное     | 9 декабря 2004                | 23 мая 2018                 |
|      | Флаг муниципального округа Бутырский             | 30 сентября 2004              | 23 июля 2019                |
|      | Флаг муниципального образования Гольяново        | 2 сентября 2003               | 23 апреля 2015              |
|      | Флаг муниципального округа Даниловский           | 1 июня 2004                   | 20 сентября 2016            |
|      | Флаг муниципального округа Дорогомилово          | 26 февраля 2004               | 15 сентября 2020            |
|      | Флаг района Капотня                              | 23 апреля 2002                | 18 марта 2004               |
|      | Флаг муниципального образования Косино-Ухтомское | 2 июля 2001 30 ноября 2004    | 9 июня 2015 31 декабря 2017 |
|      | Флаг муниципального округа Ломоносовский         | 27 января 2004 8 октября 2015 | 13 сентября 2016            |
|      | Флаг поселения Марушкинское                      | 17 июля 2007                  | 28 ноября 2017              |
|      | Флаг муниципального округа Метрогородок          | 10 марта 2004                 | 18 декабря 2018             |
|      | Флаг муниципального округа Москворечье-Сабурово  | 26 августа 2004               | 3 декабря 2019              |

| Флаг | Наименование                                  | Дата утверждения             | Дата отмены      |
| ---- | --------------------------------------------- | ---------------------------- | ---------------- |
|      | Флаг муниципального округа Нагатино-Садовники | 6 апреля 2004                | 20 сентября 2016 |
|      | Флаг муниципального округа Нагатинский затон  | 9 марта 2004                 | 25 декабря 2019  |
|      | Флаг муниципального округа Нижегородский      | 14 января 2002 15 июня 2004  |                  |
|      | Флаг поселения Первомайское                   | 13 марта 2007                | 18 ноября 2019   |
|      | Флаг муниципального округа Печатники          | 30 августа 2004              | 11 апреля 2017   |
|      | Флаг муниципального округа Северное Измайлово | 26 октября 2004              |                  |
|      | Флаг муниципального округа Северный           | 25 марта 2004 21 ноября 2017 | 22 сентября 2020 |
|      | Флаг муниципального округа Соколиная гора     | 12 февраля 2004              | 15 сентября 2020 |
|      | Флаг муниципального округа Сокольники         | 30 марта 2004                | 19 июня 2018     |
|      | Флаг муниципального округа Таганский          | 30 марта 2004                | 31 августа 2016  |
|      | Флаг муниципального округа Царицыно           | 8 июня 2004                  | 19 февраля 2020  |
|      | Флаг муниципального округа Южное Медведково   | 11 марта 2004                | 25 октября 2018  |
|      | Флаг муниципального округа Южное Тушино       | 12 октября 2004              | 31 августа 2021  |

### Флаги поселений
| Флаг | Наименование                   | Дата утверждения             | Номер в ГГР |
| ---- | ------------------------------ | ---------------------------- | ----------- |
|      | Флаг поселения Внуковское      | 25 декабря 2007              | 3963        |
|      | Флаг поселения Вороновское     | 10 июля 2008 19 декабря 2018 | 4240        |
|      | Флаг поселения Воскресенское   | 8 декабря 2008               | 4694        |
|      | Флаг поселения Десёновское     | 3 февраля 2006               |             |
|      | Флаг поселения Десёновское     | 2611                         |             |
|      | Флаг поселения Киевский        | 30 ноября 2006               | 2730        |
|      | Флаг поселения Клёновское      | 8 апреля 2011 20 июля 2012   | 7228        |
|      | Флаг поселения Кокошкино       | 26 апреля 2007               | 3315        |
|      | Флаг поселения Краснопахорское | 18 декабря 2007 21 июня 2018 | 3823        |
|      | Флаг поселения Марушкинское    | 28 ноября 2017               | 11640       |

| Флаг | Наименование                       | Дата утверждения                           | Номер в ГГР |
| ---- | ---------------------------------- | ------------------------------------------ | ----------- |
|      | Флаг поселения Михайлово-Ярцевское | 9 декабря 2010                             | 6728        |
|      | Флаг поселения Московский          | 16 октября 2008                            | 4455        |
|      | Флаг поселения «Мосрентген»        | 4 февраля 2006                             | 2176        |
|      | Флаг поселения Новофёдоровское     | 26 октября 2007 27 апреля 2017             | 3598        |
|      | Флаг поселения Первомайское        | 18 ноября 2019                             |             |
|      | Флаг поселения Роговское           | 17 марта 2009 18 октября 2012 21 июня 2018 | 4817        |
|      | Флаг поселения Рязановское         | 25 января 2010 18 сентября 2018            | 6005        |
|      | Флаг поселения Сосенское           | 16 июня 2006 16 августа 2018               | 2571        |
|      | Флаг поселения Филимонковское      | 2 декабря 2008                             | 4559        |
|      | Флаг поселения Щаповское           | 12 августа 2010 11 апреля 2018             | 6486        |

### Флаги городских округов
| Флаг | Наименование                    | Дата утверждения               | Номер в ГГР |
| ---- | ------------------------------- | ------------------------------ | ----------- |
|      | Флаг городского округа Троицк   | 17 апреля 2003 5 апреля 2018   | 1474        |
|      | Флаг городского округа Щербинка | 20 октября 2004 1 декабря 2014 | 1749        |